# معبد (روستا)
 معبد  (در عربی:  مَعبَد )
نام روستایی است در دهستان القُلیس از توابع استان استان صَنعاء در کشور یمن در شبه جزیره عربستان.

## جمعیت
جمعیت آن (۱۰۰) نفر (۱۳ خانوار) می‌باشد.